# Santa Luzia (Ourique)
Santa Luzia é uma povoação portuguesa do Município de Ourique que foi sede da extinta Freguesia de Santa Luzia, freguesia que tinha 34,89 km² de área e 352 habitantes (2011). A sua densidade populacional era 10,1 hab/km².
A Freguesia de Santa Luzia foi extinta em 2013, no âmbito de uma reforma administrativa nacional, tendo sido agregada à Freguesia de Garvão para formar uma nova freguesia denominada União das Freguesias de Garvão e Santa Luzia..

## População
| Populaçãoda freguesia de Santa Luzia (1864 – 2011) | Populaçãoda freguesia de Santa Luzia (1864 – 2011) | Populaçãoda freguesia de Santa Luzia (1864 – 2011) | Populaçãoda freguesia de Santa Luzia (1864 – 2011) | Populaçãoda freguesia de Santa Luzia (1864 – 2011) | Populaçãoda freguesia de Santa Luzia (1864 – 2011) | Populaçãoda freguesia de Santa Luzia (1864 – 2011) | Populaçãoda freguesia de Santa Luzia (1864 – 2011) | Populaçãoda freguesia de Santa Luzia (1864 – 2011) | Populaçãoda freguesia de Santa Luzia (1864 – 2011) | Populaçãoda freguesia de Santa Luzia (1864 – 2011) | Populaçãoda freguesia de Santa Luzia (1864 – 2011) | Populaçãoda freguesia de Santa Luzia (1864 – 2011) | Populaçãoda freguesia de Santa Luzia (1864 – 2011) | Populaçãoda freguesia de Santa Luzia (1864 – 2011) |
| -------------------------------------------------- | -------------------------------------------------- | -------------------------------------------------- | -------------------------------------------------- | -------------------------------------------------- | -------------------------------------------------- | -------------------------------------------------- | -------------------------------------------------- | -------------------------------------------------- | -------------------------------------------------- | -------------------------------------------------- | -------------------------------------------------- | -------------------------------------------------- | -------------------------------------------------- | -------------------------------------------------- |
| 1864                                               | 1878                                               | 1890                                               | 1900                                               | 1911                                               | 1920                                               | 1930                                               | 1940                                               | 1950                                               | 1960                                               | 1970                                               | 1981                                               | 1991                                               | 2001                                               | 2011                                               |
| 813                                                | 690                                                | 739                                                | 737                                                | 844                                                | 912                                                | 1 002                                              | 1 135                                              | 1 044                                              | 978                                                | 657                                                | 580                                                | 483                                                | 393                                                | 352                                                |

No ano de 1864 pertencia ao concelho de Odemira. Por decreto de 26/06/1875 passou para o actual concelho (atual município)